# Edward Stopford
Sir Edward Stopford (28 settembre 1766 – 14 settembre 1837) è stato un politico e generale irlandese.

## Biografia
Era il figlio di James Stopford, II conte di Courtown, e di sua moglie, Mary Powys.
Servì nella British Army raggiungendo il grado di tenente generale. Nel 1810 prese il posto del fratello come deputato per Marlborough, fino al 1818.

### Vita privata
Non si sposò mai, ma ebbe una relazione con un'attrice francese, Mademoiselle Anaïs, da cui ebbe un figlio:
- Edward Stopford Claremont (1819-1890)

### Morte
Morì il 14 settembre 1837.